# Liste der Namenstage/W
| Vorname    | Geschlecht | Datum                                                                                            |
| ---------- | ---------- | ------------------------------------------------------------------------------------------------ |
| Walburga   | w          | 25. Februar, 4. März                                                                             |
| Waldemar   | m          | 15. Juli                                                                                         |
| Walter     | m          | 22. Januar, 8. April, 17. Mai                                                                    |
| Waltraud   | w          | 9. April                                                                                         |
| Warren     | m          | 7. November                                                                                      |
| Wendelin   | m          | 20. Oktober                                                                                      |
| Wenzel     | m          | 28. September                                                                                    |
| Werner     | m          | 11. Januar, 19. April, 4. Juni, 1. Oktober                                                       |
| Wiebke     | w          | 2. Mai                                                                                           |
| Wilfried   | m          | 24. April, 28. April                                                                             |
| Wilhelm    | m          | 1. Januar, 10. Januar, 10. Februar, 28. März, 20. April, 28. Mai, 4. Juli, 5. Juli, 13. November |
| Wilhelmine | w          | 19. September                                                                                    |
| Willibald  | m          | 7. Juli                                                                                          |
| Wiltrud    | w          | 6. Januar, 21. Mai, 2. Juli                                                                      |
| Winfried   | m          | 5. Juni                                                                                          |
| Winifred   | m          | 3. November                                                                                      |
| Wladimir   | m          | 15. Juli                                                                                         |
| Wladyslaw  | m          | 2. April, 27. Juni, 25. September, 25. November, 13. Dezember                                    |
| Wolfgang   | m          | 31. Oktober                                                                                      |
| Wolfhard   | m          | 30. April, 27. Oktober                                                                           |
| Wolfram    | m          | 20. März                                                                                         |